# Oigny-en-Valois
 Oigny-en-Valois  es una población y comuna francesa, en la región de Picardía, departamento de Aisne, en el distrito de Soissons y cantón de Villers-Cotterêts.

## Demografía
| 119 | 92 | 116 | 137 | 188 | 163 |
| Para los censos de 1962 a 1999 la población legal corresponde a la población sin duplicidades (Fuente: INSEE [Consultar]) |    |     |     |     |     |